# 송도유원지
송도유원지(松島遊園地)는 인천광역시 연수구 옥련동에 위치한 해수욕장이자 유원지였다. 일본인들의 휴양지로 1937년 7월에 개장하였으며, 1961년에 국가지정관광지로 탈바꿈하였다. 1963년에 정식으로 개장한 이래 여름을 중심으로 많은 관광객을 모았다. 그러나 2009년부터 이용객이 급격히 감소하면서, 2011년에 전면 폐장 및 폐쇄되었다.

## 지명 유래
| Daedongyeojido (Gyujanggak) 13-05.jpg |  |
|                                       |  |

조선 시대 한반도에 ‘송도’라는 섬이 흔하였던 것은 맞지만, 일제 강점기 이전에 옥련동 일대를 송도라 부른 바는 없었다. 송도라는 이름은 일본인들이 유원지를 홍보하기 위하여 일본을 대표하는 명승지인 마쓰시마(松島)의 이름을 가져다 붙인 것이다. 유원지에 면한 청량산을 한국을 대표하는 금강산과 일본을 대표하는 마쓰시마에서 따 ‘송도금강’이라 부른 것이 이를 방증한다.
역사 연구가 이순우는 옥련동 일대를 지칭하는 ‘송도’ 지명이 처음 쓰인 자료는 매일신보와 중외일보의 1926년 12월 기사임을 발굴하면서, 해당 기사에서 ‘송도’를 ‘옥련리 해안의 속칭’이라 언급한 점으로 볼 때, 1920년대 중반에 이미 송도라는 지명은 인천부민 사이에서 통용되었으리라 추정하였다. 그러나 그 연원은 한국에 산재한 고유 지명 송도(松島 쇼토[*])가 아니라 일본인들이 관행적으로 써온 송도(松島 마츠시마[*])이며, 일대의 일인들이 유통하던 속칭이 점차 원래의 지명을 잠식하다가 결국 대체한 것이라고 보았다.
조우성(趙宇星) 전 인천광역시립박물관 관장은 2005년 8월, 옥련동을 가리키는 ‘송도’라는 지명은 일본에서 3대 절경으로 꼽는 미야기현의 마쓰시마(松島), 교토부의 아마노하시다테(天橋立), 히로시마현의 이쓰쿠시마(嚴島) 중 ‘마쓰시마’에서 딴 것이기도 하지만, 해당 지명을 붙여 만든 방호순양함인 소위 ‘삼경함(三景艦)’(마쓰시마함, 하시다테함, 이쓰쿠시마함) 중 ‘마쓰시마함’을 고의로 붙인 것이기도 하다고 주장하였다. 즉 송도라는 명명은 송도유원지를 조성하면서 내지(內地)의 마쓰시마의 명성을 가져오기 위함이기도 하였지만, 청일전쟁과 러일전쟁에서 이긴 일본이 전승을 상징하는 지명으로서 두 전쟁과 연관된 인천에 전함의 이름을 따 지명을 남기려는 목적도 있었다는 것이다. 실제로 마쓰시마함은 청일전쟁과 러일전쟁에 모두 출전하였다.
그 밖에, 인천대학교 인천학연구원 김창수 상임연구위원은 2005년 7월, 옥련동을 가리키는 ‘송도’라는 지명이 처음 등장한 문헌은 인천부에서 발행한 《인천부사》(1933)로, 그 이전에 발간된 지도나 관보 어디에도 송도라는 지명이 공식적으로 사용된 기록은 없다고 밝혔다. 그는 화방정(花房町, 현재의 북성동), 산근정(山根町, 현재의 전동) 등 살아 있는 일본인의 이름을 따 지명을 짓는 경우가 일제 강점기에 관행적이었음을 예로 들면서, 송도라는 지명은 당시 마쓰시마 기요시(松島淸) 인천부윤의 이름에서 따 온 것일 가능성을 제기하였다. 그러나 이순우에 의하면 마쓰시마 기요시 재임 이전에도 옥련동 일대를 송도라고 부른 자료가 존재하므로, 유력한 가설은 아니다.
미야기현의 마쓰시마(松島)에서 딴 송도라는 지명이 한국에 처음 등장한 것은 1913년 부산, 일본 거류민들이 세운 송도유원주식회사가 지금의 서구 일대 해안을 해수욕장으로 개발하면서부터로 여겨진다. 포항에도 송도라는 지명이 있는데, 일본인 지주 오오우치 치이로(大內治郞)가 분도(分島)의 백사장을 빌려 방풍림으로 소나무를 심다가 1920년대에 송도로 이름을 고치면서 생겨난 이름이며, 분도는 1931년에 해수욕장으로 개발되었다. 인천의 송도의 경우 일각에서는 《신증동국여지승람》에 “통진현 중심부 남쪽 25리에 있다.”라고 기술된 송도(松島)라는 섬이 바로 지금의 옥련동에 해당하므로 일제 잔재와는 무관하다고 주장하나, 이는 통진현의 영역이 현재의 김포시 일대임을 전혀 모르고 저지른 심각한 오해이다. 해당 섬은 지금의 대송여도이다.

## 역사
유원지가 개발된 ‘송도’ 일대는 본래 갯벌이었다. 해안으로 튀어나온 경치가 좋은 해안절벽이 능허대(凌虛臺)라 불렸으며, 중국으로 향하던 나루인 한나루(漢津)가 있었다.

### 1936년까지

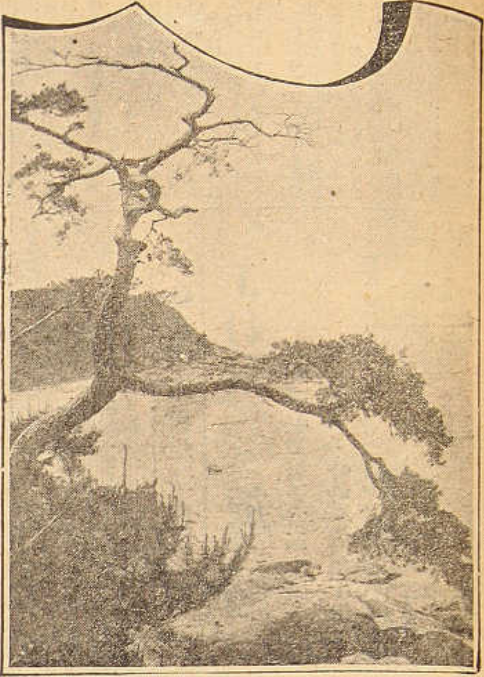
1927년의 능허대 앞 바다

송도 개발에 관한 최초의 논의는 1920년대 초반에 이루어졌다. 1923년 3월 월미도유원회사가 세워진 이래 월미도가 관광지로 개발되자, 풍경이 빼어나나 교통이 불편한 송도 일대에도 해수욕장을 개발하고 도로를 개설하려는 계획을 1926년에 인천의 일본인 자산가들이 세운 것이다. 1927년 부천군에서는 인천에서 송도(당시 부천군 문학면 옥련리)까지 이어지는 도로 개수 공사에 착수하리라는 계획을 내놓았고, 1932년 9월 1일에 주안역 앞에 사는 일본인 야마구치(山口)는 상인천역에서 송도까지 이어지는 승합자동차 운행을 개시하였다. 1934년에도 유우키(結城), 나가야(長谷), 우라사키(浦崎) 세 명이 송도를 유원지로 개발하는 계획을 세웠으나, 월미도유원주식회사의 반발로 이루어지지 못하였다.
1934년 3월, 나가이 데라오(永井照雄) 인천부윤은 30년 후 인천부 예정 인구인 17만 명을 모두 수용하기 위하여 “공장가, 상업가, 거주가, 미정가를 확연히 구분하는 현대 상업도시를 조성”하는 것을 주 내용으로 하는 시가지 확장 계획을 밝혔다. 더불어 그는 조선총독부에서 내는 잡지 《조선》 1936년 7월호에서 “인천부의 부시(府是)는 인천을 상업도시로서 공업도시로서 관광도시로서의 사명을 완수하고, 경인간(京仁間) 경제 블록을 형성하여 장차 형식적이든 실질적이든 경성과 인천이 하나가 되어 대도시를 이루는 것이라 생각한다.”라고 밝히면서, ‘관광인천’ 건설에 박차를 가하자고 주장하였다. 시가지 확장의 일환으로 나가이는 1935년 말에 부천군 다주면 도화리, 장의리, 용정리와 문학면 학익리, 청학리, 옥련리의 인천부 편입을 총독부에 요구하였고, 이는 1936년 10월 이루어졌다. 도화리와 장의리(현 숭의동)가 시가지가 형성된 곳이었던 것과 달리 옥련리와 학익리는 문학산에 면한 산지라 도시 형성에 불리하였는데도 인천부 시가지계획구역에 편입되었는데, 이는 송도 일대가 관광지로서의 가치가 있었기 때문이었다.
‘관광인천’의 일환으로 나가이가 큰 관심을 두었던 것은 송도 개발이었다. 나가이는 1935년에 건설에 착수한 수인선이 송도를 통과할 것을 요청하면서, 부설을 맡은 경동철도주식회사(京東鐵道株式會社)가 송도유원지 개발을 맡는 자회사를 세울 것을 강요하였다. 대욕장 등 위락시설을 갖춘 ‘능허대유원지’가 나가이의 비호 아래 경동철도에 의하여 개발될 계획임이 보도되자, 일대 지가는 폭등하고 경성의 자산가들은 송도임해토지합자회사를 세워 땅을 사들였다. 그러자 나가이는 1936년 2월 21일, 경성 일대의 자산가와 인천의 상공인들을 불러 서로가 지분을 나누어 갖는 송도유원주식회사를 세우자고 제안하였다. 결국 3월 3일, 경성 측 인사 세 명이 주식의 절반을, 인천 측 인사 두 명과 경동철도 측 인사 한 명이 나머지 절반을 나누어 갖는 형태로 송도유원주식회사의 창립이 결정되었다. 송도유원주식회사에서는 4월 12일 창립총회를 열고, 송도와 문학산 일대에 유원지를 건설하여 한반도의 이름난 관광지로 개발할 계획임을 밝혔다.

### 1945년까지

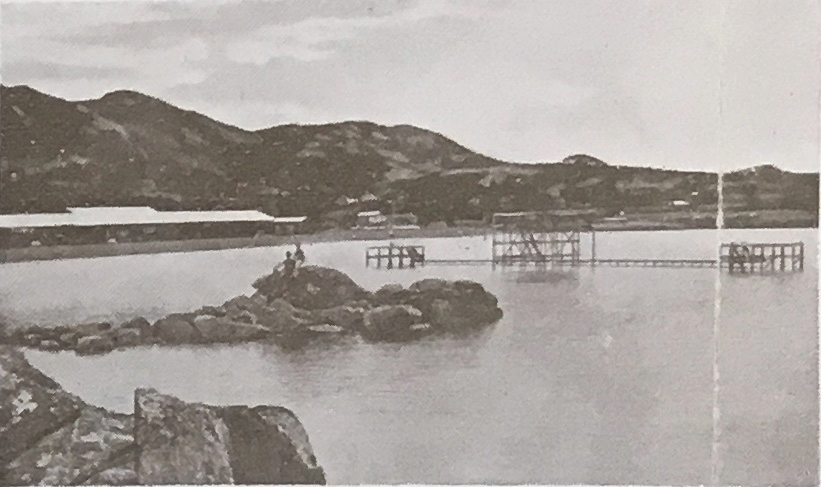
1937년 개장 당시의 송도유원지

송도유원지는 1937년 7월 21일 해수욕 풀장과 아동 유희장의 영업을 개시하였다. 유원지에 갖추어진 시설은 풀장, 운동장, 야구장, 정구장, 아동 유희장, 야외 극장, 조탕(潮湯), 식당, 다방, 씨름장, 마장(馬場), 스케이트장, 골프 연습장, 보트장 등으로 다양하였다. 본격적으로 유원지가 다양한 시설을 영업하기 시작한 것은 이듬해인 1938년으로, 1938년 4월에 유원지를 경영하는 송도관광주식회사가 설립됨으로써 월미도유원회사와 경쟁하게 되었다. 1937년 7월에는 수인선이 개통하여 송도역이 신설됨으로써 송도유원지 운영에 더욱 박차를 가하였다. 1940년 7월 28일 하루만 송도유원지에 몰려든 인파가 삼천 명에 달하였다. 당대 사람들에게 송도유원지는 월미도유원지보다 새롭고 아름다운 곳이라고 인식되었다.
《경성잡필》(京城雜筆) 1936년 12월호에 실린 송도유원주식회사의 상무 후지모토 겐이치(藤本源市)의 글에 의하면, 송도유원지 개발은 세 부시(府是)를 내걸고 인천부 개발에 나선 인천부윤 나가이와, 바다에 면한 별장을 경영하려는 경성의 일본인 유지들의 이해관계가 맞아떨어지면서 결정되었다. 후지모토에 의하면, 문학산 일대의 480만 평을 국제관광지대로 개발하려는 나가이의 계획에 따라 우선 송도유원지가 개발되었으나, 송도유원주식회사의 실질적인 사업 목적은 임해별장지와 임해별장지 경영에 있었다. 송도유원지가 개장하기 전인 1937년 초에 이미 송도유원주식회사는 1만 7천여 평에 달하는 별장 부지를 분양하였다. 인천부는 송도유원지를 중심으로 화려하게 개발될 문학산 일대를 담은 일종의 홍보물로서 관광안내서인 《경승의 인천》(景勝の仁川, 1937)을 발간하였다. 이렇듯 송도유원지 개발은 ‘사기업이 주체가 되었지만 실제로는 부(府)의 사업’이었다.
그러나 1940년경부터 송도는 월미도와 더불어 ‘결의와 연성(鍊成, 단련)의 장소’로 전환되는 모습을 보인다. 1943년 5월 27일 해군기념일을 맞아 대일본해양소년단 조선본부가 창설된 이후, 한 해에 열 번가량 국민학생부터 청년단원까지 합숙시켜 수영장 등에서 훈련하고 보트, 기범선, 원양선 등에서 항해술을 가르쳐 투철한 해양소년단원을 길러내는 대규모의 해양도장을 송도에 지을 것임이 같은 해 6월 22일에 보도되었다. 1943년 7월 매일신보에서는 ‘사원 해양 연성회’를 송도유원지에서 열었고, 같은 해 8월에 성신가정여학교에서도 송도에서 전교생이 참가하는 해양 연성회를 열었다. 또한 1944년 8월에는 인천부가 징병검사 을종합격자의 수영 강습을 송도에서 시행한 바 있다. 이렇듯 중일전쟁을 맞아 전시체제로 전환되면서, 송도유원지 개발은 더 진행되지 못하고 실패하였다.

### 해방 이후
1945년 해방 이후 일본군이 나간 송도에는 미군이 들어왔다. 1950년 봄에는 표양문 인천시장이 송도유원지를 그 해 안에 시민에게 개방하겠다고 밝혔으나, 한국 전쟁이 발발하면서 영국군을 포함한 유엔군은 송도유원지를 아예 군 휴양지로 징발하였다. 1958년 6월 10일에 징발이 해제되었고, 직전인 5월 24일에 한국관광주식회사, 해방 이전부터 송도유원지를 소유한 송도임해토지주택주식회사(주주 박흥식) 등이 참여한 송도유원보건주식회사가 송도유원지 기공식을 열었다. 그러나 송도해원관광회사와 토지 및 별장을 소유한 송도임해토지주식회사가 운영권을 놓고 끝없이 분쟁하자, 1961년 7월에 해수욕장만 우선 개장하였다. 이어 송도유원지는 1961년 11월 19일에 국가지정관광지로 승인되었고, 1962년 8월 1일에 옥련동 504-1에서 동춘동 884-7에 이르는 74만 평의 지역에 대하여 개발 사업이 결정되었다. 인천시가 박흥식 등 경인 지역의 사업가들을 출자시켜 1963년 3월에 설립한 인천도시관광주식회사가 같은 해 7월 24일부터 송도유원지를 정식으로 개장하였다.
송도유원지의 시설은 크게 위락시설, 상업시설, 공공시설, 관리시설로 나누어 볼 수 있었다. 이 가운데 관광객이 즐길 수 있는 것은 위락시설과 상업시설로, 해수욕장(21,003평), 보트장(56,669평), 낚시터(2,000평), 성인용/아동용/유아용 풀장, 놀이기구 18종, 매점 14곳, 식당 12곳, 야외식당 4곳, 사진관 1곳이었다. 유원지 앞바다에는 외딴섬인 아암도로 이어지는 길이 있어 간조만 되면 계절을 가리지 않고 많은 사람들이 찾았다. 동양관광개발주식회사도 1974년경부터 1980년대 초까지 지금의 학익동 송암미술관 인근에 새인천유원지(새인천풀장)를 운영하면서 송도유원지와 경쟁하였다. 이곳의 시설은 수영장(1,771평), 오락장 1곳, 식당 2곳, 매점 6곳이었다. 관광객은 계속 증가하여 1964년에 24.3만 명이 찾았던 송도유원지는 1981년에 이르러 67.1만 명이 찾는 곳이 되었다. 그러나 그 증가세에 비하여 시설이 부족하다고 평가되었으며, 인근의 채석장과 용도 없이 방치 중인 기존 매립지가 경관을 해치는 점, 해수욕장의 수질이 나쁜 점 등도 지적되었다.
1980년대 들어 인천직할시는 유원지의 시설을 대규모로 확충함으로써 송도유원지를 수도권의 관광 수요와 1988년 하계 올림픽 때 해외 관광객들의 수요를 모두 만족할 수 있게끔 탈바꿈시키고자 하였다. 우선 1단계로 1982년부터 1987년까지 새인천유원지 인근에 조탕(潮湯)을 조성하고, 보트장을 낚시터로 개조하고, 채석장 중 유원지에 접하는 면을 분수공원으로 조성하고, 기존 매립지와 신규(북측) 매립지에 놀이동산, 동물원, 식물원을 조성하고, 저류지에 자전거 경주장을 조성하고, 신규(남측) 매립지에 수족관을 조성하고, 청량산에 인천상륙작전기념관과 호텔을 조성할 계획이었다. 2단계로 1988년부터 1996년까지 2단계 매립지에 해양공원, 숙박시설, 전시관, 민속놀이 시설, 특산품 전시장, 성인 전용 시설 등을 건립하고, 3단계로 1997년부터 2001년까지 3단계 매립지에 보트장과 오락·위락 시설을, 아암도에 송도타워와 마리나 시설을 설치함으로써 계획은 마무리된다. 송도타워는 아암도 앞에 30m 높이로 지어질 예정이었던 전망대로, 폭 100m의 보행 전용 광장을 통하여 송도로터리부터 일직선으로 이어질 예정이었다. 수인선 송도역과 유원지의 연결 및 유원지 내 시설의 연결을 위하여 수인선 협궤 선로를 활용한 모노레일을 건설하는 방안도 제안되었다.
이를 위하여 인천직할시는 인천위생공사, 경일실업, 한독 등 민간자본을 유치하여 송도유원지 앞바다에 대한 공유수면 매립 허가를 몇 차례에 걸쳐 받았고, 매립을 진행하여 나갔다. 그러나 1989년에 매립이 완료된 땅은 방치되었고, 도중에 송도신도시 계획이 등장하면서 인천직할시에 의하여 배후 주택단지로 용도가 변경되는 일도 있었다. 1993년 11월에 한독은 이듬해부터 대우자동차와 함께 유원지를 개발할 것임을 밝혔고, 1999년에는 대우자동차판매 등에 매립지를 분할 매각한 결과 대우그룹이 유원지 대신 대우타운 건설 계획을 내놓기도 하였다.
그러나 모든 계획이 좌초된 후 송도유원지는 2000년대 들어 낙후된 시설을 개선하지 못하고 관광객을 점차 잃다가, 2011년 8월 31일을 끝으로 영원히 문을 닫았다. 이후 테마파크로의 리모델링 계획이 수립되었으나, 큰 진척을 보이지 않고 있다.

## 연혁
- 1937년 7월 21일: 해수욕장 개장
- 1950년 하반기 ~ 1958년 6월 18일: 징발되어 군 휴양지로 사용
- 1961년 7월: 임시 개장
- 1961년 11월: 국가지정관광지로 승인[66]
- 1963년 7월 24일: 재개장
- 2011년 9월 1일: 이용객 감소로 폐장[64]

## 마스코트
송도유원지의 마스코트는 갈매기 조나단이다. 소개 페이지에 따르면 성격은 명랑하고 쾌활하며, 혈액형은 O형이다. 출생일은 1998년 9월 3일이나, 프로필 상의 나이는 9살이다.

## 참고 문헌
- 박진한 (2017). “조감도를 통해 살펴본 1920~30년대 인천의 심상지리와 시가지 계획”. 《도시연구》 (도시사학회) (17): 7-39. 2019년 9월 9일에 확인함.
- 염복규 (2011). “日帝下 仁川의 ‘행락지’로서 위상의 형성과 변화”. 《인천학연구》 (인천대학교 인천학연구원) 1 (14): 45-78. 2019년 9월 9일에 확인함.
- 유창호 (2014). “일제강점기 ‘송도’ 연안의 개발과 어촌주민들의 삶”. 《인천학연구》 (인천대학교 인천학연구원) 1 (21): 7-44. 2019년 9월 8일에 확인함.
- 이희환 (2008). 《仁川아, 너는 엇더한 도시?》. 서울: 역락. ISBN 9788955566352.
- 한양엔지니어링 (1982). 仁川松島遊園地 및 周邊 開發基本計㓰 (보고서). 仁川直轄市. 2021년 2월 15일에 확인함.